# Luigi Riccoboni
Luigi o Louis Riccoboni, noto anche con lo pseudonimo di Lélio, (Modena, 1º aprile 1676 – Parigi, 6 dicembre 1753), è stato un attore teatrale e scrittore italiano naturalizzato francese.

## Biografia
Visse per molto tempo a Parigi, dove si recò su richiesta del duca d'Orléans ed esordì il 18 maggio 1716 al Palais-Royal; nel 1723, la sua compagnia ottenne il titolo di Comédiens de S. A. R. le Duc d'Orléans.
Tra i maggiori teorici ed interpreti della Comédie Italienne, che diresse dal 1716 al 1731, tentò di riformare il teatro recuperando il testo scritto e coniugando la commedia regolare con i toni vivaci della commedia dell'arte.
Mise in scena sia tragedie francesi (Corneille, Racine), che italiane (Torrismondo di Torquato Tasso, Merope di Scipione Maffei); e scrisse anche commedie, una Storia del Teatro Italiano e una raccolta di note sulla commedia e sul genio di Molière.
Riccoboni si sposò due volte, la prima con l'attrice Gabriella Gardellini (nota come Argentina), e la seconda con Elena Balletti (1686–1771; nota come Flaminia). Il figlio Francesco Antonio Riccoboni (1707–1772) fu un attore che usò come nome di palcoscenico Lélio fils e nel 1734 sposò Marie-Jeanne de Heurles de Laboras. Lavorò assieme al più apprezzato attore modenese, Giovanni Andrea Cimadori.

## Opere
- Luigi Riccoboni e Pierre Marivaux, La surprise de l'amour, comédie, Paris, Veuve Guillaume, 1723.
- Luigi Riccoboni, Pierre-François Biancolelli e Antoine-François Riccoboni, Arcagambis tragedie en un acte, Paris, Pissot; Flahault, 1726.
- Luigi Riccoboni, Histoire du theatre italien, 2 voll., Paris, André Cailleau, 1730–1731.
- Luigi Riccoboni, Observations sur la comédie et sur le génie de Molière, Paris, Pissot, 1736.
- Luigi Riccoboni, Lettre de M. Louis Riccoboni à M. le Dr Muratori sur la comédie de “l’École des amis”, traduite en français par M. F., Avec le texte italien en regard, traduzione di Albert François Floncel, Paris, Prault fils, 1737.
- Luigi Riccoboni, An Historical and Critical Account of the Theatres of Europe, London, R. Dodsley, 1741.
- Luigi Riccoboni, De la Réformation du Théâtresans nom d'imprimeur, 1743.
- Luigi Riccoboni e Antoine-François Riccoboni, Les caquets,comédie en trois actes en prose, Paris, Ballard, 1761.